# Kypuče
Kypuče (in ucraino Кипуче?) è un centro abitato dell'Ucraina, situato nell'oblast' di Luhans'k.
La città si è chiamata Artemivs'k fino al 2016, il nome era intitolato al rivoluzionario bolscevico Fëdor Andreevič Sergeev, noto come Artëm.